# ベネデッタ・デステ

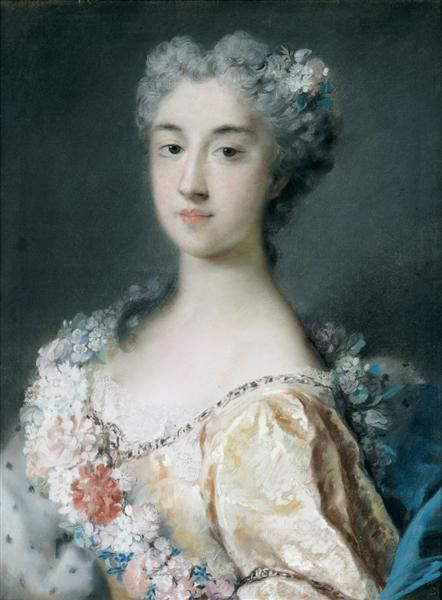
モデナ公女ベネデッタ、ロザルバ・カッリエーラ、1723年、アルテ・マイスター絵画館蔵

ベネデッタ・マリーア・エルネスティーナ・デステ（Benedetta Maria Ernestina d'Este, 1697年8月18日 モデナ – 1777年9月17日 サッスオーロ）は、イタリア・モデナ公家の公女。
モデナ・レッジョ公リナルドとその妻シャルロッテ・フェリーツィタスの間の長女。洗礼名は母方祖母のカレンベルク公爵夫人ベネディクタ・ヘンリエッテに因む。1717年3月、モデナを訪問していた従兄のイングランド王位請求者ジェームズ・ステュアートから求婚されるが、イングランド王ジョージ1世の機嫌を損ねたくない父公爵にとって、娘と甥の間に起きたロマンスは非常に厄介で望ましくないものだった。父公爵は2人にはじめは婚約話の公表を延期すると言っておいて、半年後の9月、ウルビーノに滞在中だったジェームズに婚約破棄を通告した。
1737年に父が死んだとき、公爵位を継承した弟フランチェスコはトルコ戦争に従軍中で不在だったため、ベネデッタが妹アマーリアとともに摂政として国を治めた。

## 引用・脚注
1. ↑  Bevan (1967), pp. 98–99.
2. ↑  Bevan (1967), p. 99.
3. ↑  Bevan (1967), pp. 99, 103.